# 3191 Svanetia
3191 Svanetia è un asteroide della fascia principale. Scoperto nel 1979, presenta un'orbita caratterizzata da un semiasse maggiore pari a 2,8765385 au e da un'eccentricità di 0,0160699, inclinata di 2,73688° rispetto all'eclittica.